# Deyvison Rogério da Silva
Deyvison Rogério da Silva, mais conhecido como Bobô (Gravatá, 9 de janeiro de 1985), é um ex-futebolista brasileiro que atuava como centroavante.

## Carreira

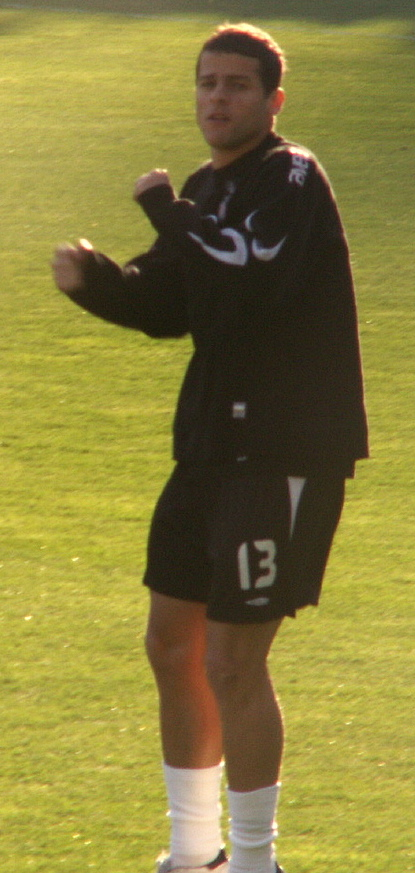

### Corinthians
Iniciou sua carreira Corinthians, jogou pelo clube paulista até 2006,o atacante recebeu uma proposta do Beşiktaş, da Turquia, e deixou o Corinthians.

### Besiktas
No ano de 2006, foi contratado pelo Beşiktaş, da Turquia, onde se tornou o maior artilheiro estrangeiro da história do clube com imponentes 97 gols em 222 jogos oficiais. Ainda foi artilheiro da Copa da Turquia nas temporadas de 2006–07 e 2008–09.

### Cruzeiro
Em 2011, foi contratado pelo Cruzeiro para a disputa do Campeonato Brasileiro. No clube mineiro, não teve oportunidades para repetir as boas atuações que o tornou ídolo no Beşiktaş.

### Kayserispor
Após a temporada sem sucesso no Cruzeiro, Bobô retornou à Turquia, desta vez para jogar no Kayserispor, clube da primeira divisão do país. Na temporada de 2014–2015, Bobô foi peça fundamental para o Kayserispor voltar à elite do campeonato turco, marcando 11 gols em 19 jogos. No total, o atacante brasileiro fez 36 gols em 73 jogos na sua passagem de três anos pelo Kayserispor.

### Grêmio
Após o período, no dia 25 de julho de 2015, Bobô acertou seu retorno ao Brasil sem custos de transação, visto que já havia se encerrado seu contrato com o clube da Turquia. O destino foi o Grêmio, onde assinou um contrato válido até o final de 2016.
Estreou com a camisa de número 13, durante o Gre-nal 407, vencido pelo Grêmio por 5 a 0. Fez seu primeiro gol no Grêmio na partida contra o Figueirense em Santa Catarina, válida pela 22ª Rodada do Campeonato Brasileiro de 2015.

### Sydney FC
Em agosto de 2016, transferiu-se para o futebol australiano, indo atuar no Sydney FC, com contrato válido de uma temporada. Ao decorrer da temporada se mostrou peça importante no elenco sendo o artilheiro da equipe na A-League.

## Seleção Brasileira
Após destacar-se na base do Corinthians, foi convocado pelo técnico Renê Weber para o Mundial Sub-20 em 2005, na Holanda. Ficou na reserva de Rafael Sóbis e Diego Tardelli.
Foi convocado pelo técnico Dunga para jogar o amistoso da Seleção Brasileira contra a Irlanda no dia 6 de fevereiro de 2008, no lugar de Alexandre Pato, que, como o próprio Bobô, também havia sido chamado pela primeira vez para atuar na Seleção.

## Títulos
Corinthians
- Campeonato Brasileiro: 2005

Beşiktaş
- Copa da Turquia: 2005–06, 2006–07, 2008–09, 2010–11
- Supercopa da Turquia: 2006
- Campeonato Turco: 2008–09

Sydney FC
- Hyundai A-League: 2016/2017
- Premiership: 2016/2017
- Copa da Austrália de Futebol: 2017

### Campanhas em Destaque
Seleção Brasileira
- Campeonato Mundial Sub-20: 2005 (3º colocado)

## Artilharias
Beşiktaş
- Copa da Turquia: 2006–07
- Copa da Turquia: 2008–09
- Maior goleador estrangeiro da história do clube (97 gols)

Sydney FC
- Copa da Austrália de Futebol: 2017 (8 gols)

## Prêmios Individuais
Beşiktaş
- Homem do Jogo da final da Copa da Turquia: 2008–09
- Equipe de Ouro da Supercopa da Turquia: 2008–09

Sydney FC
- Artilheiro da A-League: 2017-2018: 27 gols
- Artilheiro da Copa da Austrália de Futebol 2017: 8 gols